# 徐强 (药理学家)
徐强，南京大学生命科学学院教授，主要研究领域为免疫药理学、分子药理学等。发表论文数百篇，担任《中国免疫学杂志》等杂志编委，中华人民共和国教育部第四批“长江学者”特聘教授，曾获得2011年度教育部自然科学一等奖。